# 알렉산데르 카차니클리치
알렉산데르 카차니클리치(세르비아어: Александар Kачaниклић, Alexander Kačaniklić, 마케도니아어: Александар Kачaниклиќ, 1991년 8월 13일 ~ )는 스웨덴의 축구 선수이다. 현재 HNK 하이두크 스플리트에서 활약하고 있다.